# Ligne d'Aulnay-sous-Bois à Verberie
La ligne d'Aulnay-sous-Bois à Verberie est une ligne ferroviaire française, dont la réalisation devait soulager les deux itinéraires permettant au réseau de la Compagnie des chemins de fer du Nord de relier la capitale aux territoires industriels du Nord de la France. Abandonnés pendant la Première Guerre mondiale, les travaux de sa construction ne reprirent jamais, la priorité étant alors donnée à la reconstruction du réseau d'avant-guerre.
Elle constitue la ligne no 230 000 du réseau ferré national.

## Tracé

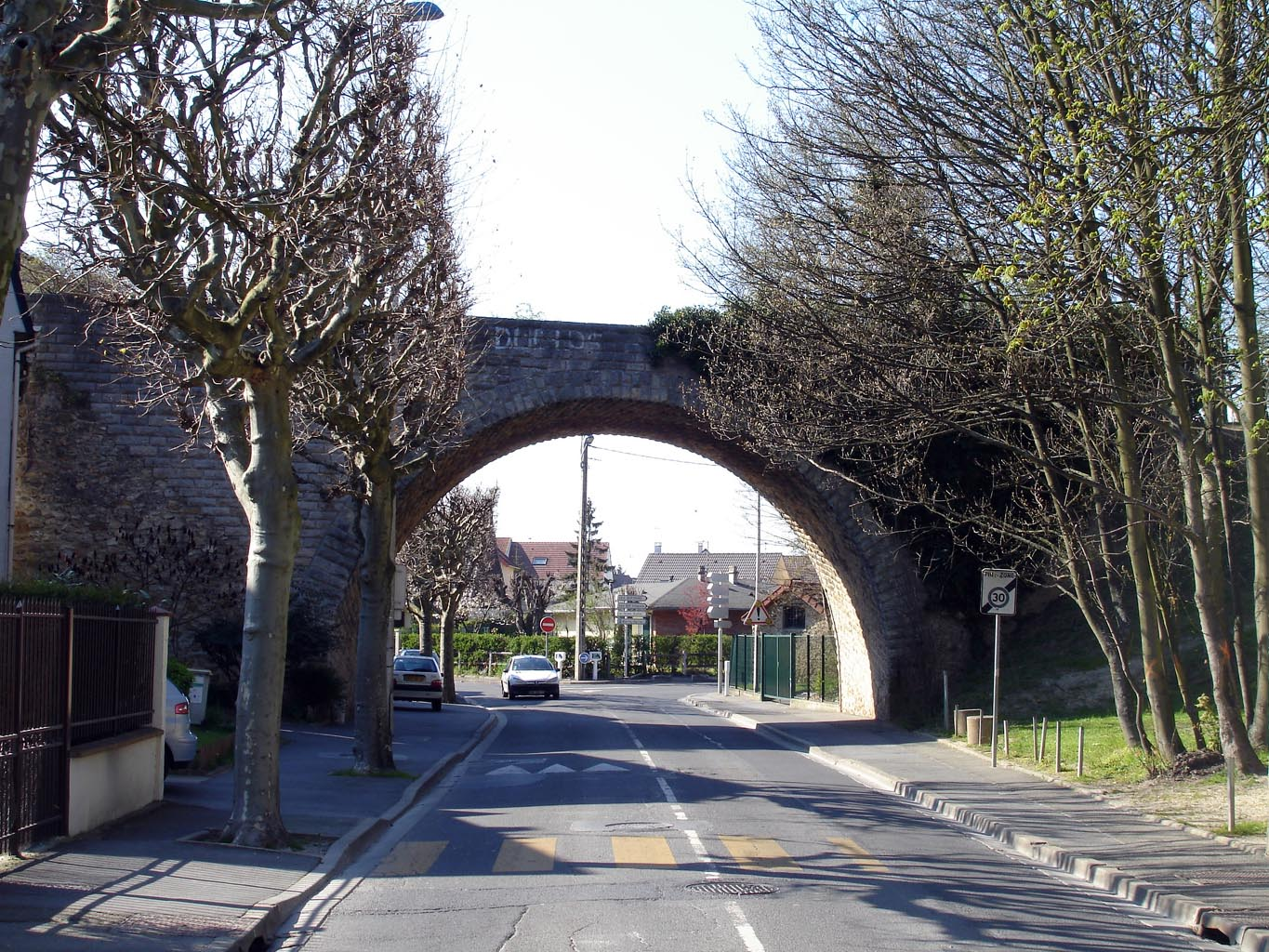
Pont de la ligne (rue Henri-Barbusse), à Villepinte.

La ligne devait se débrancher de la ligne Paris - Soissons - Hirson à la sortie est de la gare d'Aulnay-sous-Bois. De là, le tracé s'incurvait en direction du nord-est, traversait la plate-forme de l'actuel aéroport de Paris-Charles-de-Gaulle, puis gagnait la forêt de Chantilly, qu'elle traversait dans sa partie orientale nommée forêt de Pontarmé, proche de la forêt d'Ermenonville. Après s'être jointe à la ligne de Chantilly - Gouvieux à Crépy-en-Valois et avoir desservi la gare de Senlis, la ligne contournait par l'est la forêt d'Halatte tracée sur le plateau du Valois, et gagnait la vallée de l'Oise. Elle devait rejoindre à Rivecourt la grande ligne de Creil à Jeumont.

## Histoire

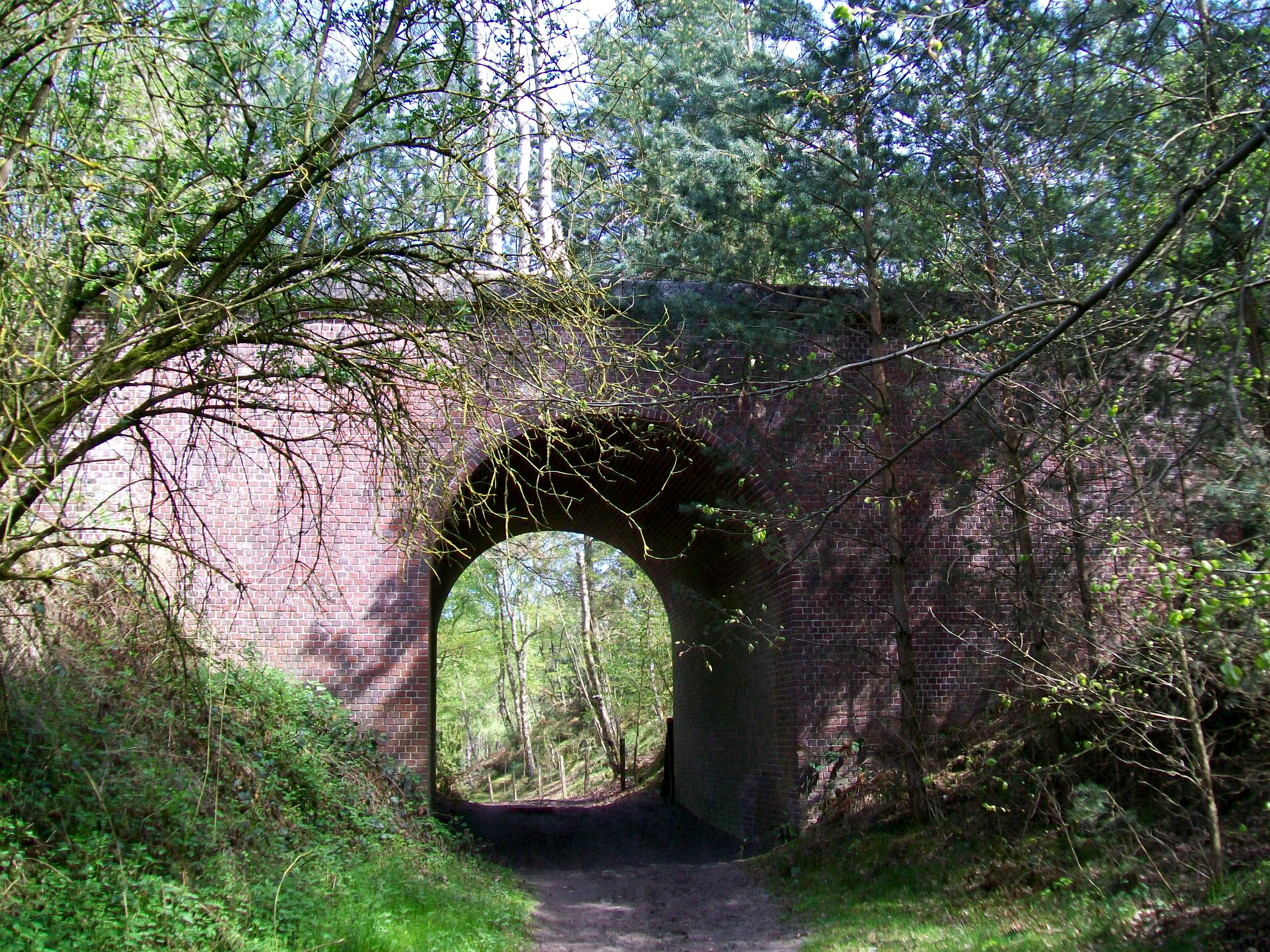
Passage supérieur de la ligne Aulnay - Rivecourt sur le chemin rural n° 7 de Survilliers au hameau de Neufmoulin, dans le bois de Morrière, à 200 m du parc Astérix, commune de Plailly (Oise).

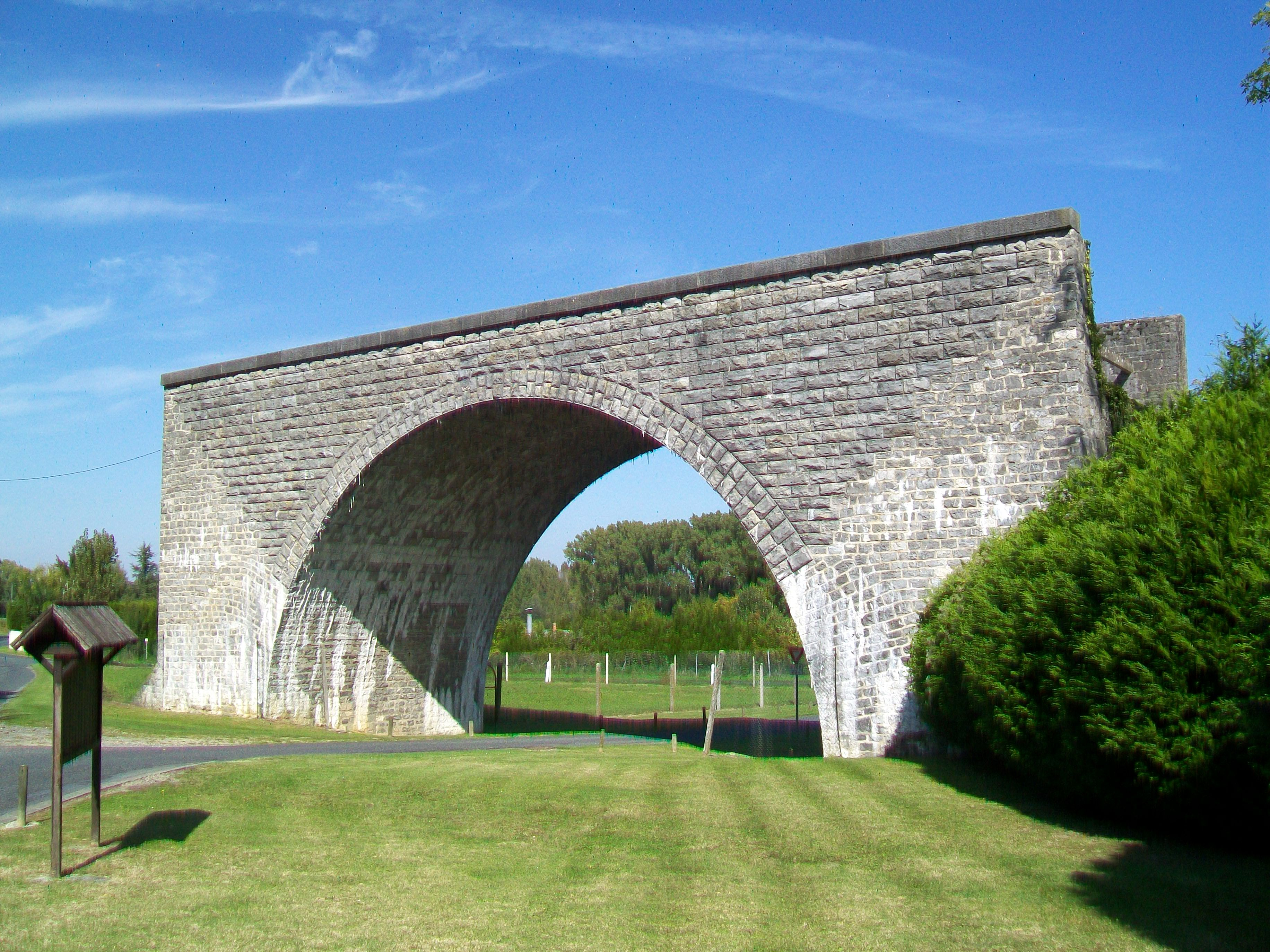
Passage supérieur à Saint-Vaast-de-Longmont (Oise), rue du Fin.

L'avant-projet décrit les objectifs de la nouvelle ligne : « Cette ligne a pour but de décharger les deux grandes artères de Rivecourt à Paris, l'une passant par Creil et Chantilly, l'autre par Ormoy-Villers, qui sont déjà encombrées, et de desservir entre ces deux lignes une vaste région agricole et forestière dont elle assurera la prospérité en facilitant l'écoulement des produits sur le marché de Paris. Elle permettra en outre l'organisation d'un service de banlieue qui ouvrira la contrée à l'expansion parisienne. » Rivecourt est, sur le plan ferroviaire, le lieu de raccordements entre les lignes de Paris à Jeumont et d'Ormoy-Villers à Longueau.
La ligne projetée doit comporter douze stations et cinq haltes entre Aulnay-sous-Bois et Verberie, où elle se raccorde à la ligne d'Ormoy-Villers à Longueau, près d'Amiens. Elle prévoit donc un second itinéraire Paris - Amiens, presque indépendant des lignes utilisées jusque-là pour relier Paris au nord de la France, à l'exception toutefois d'un court tronc commun entre Verberie et la zone des bifurcations de Rivecourt / Les Ageux, emprunté également par les trains entre la région parisienne et Compiègne. Outre cette fonction d'itinéraire de délestage, la ligne envisagée représente un lien ferroviaire plus direct entre la capitale et Senlis, sous-préfecture de l'Oise, qui ne dispose que d'une petite ligne transversale et perpendiculaire aux grands flux de trafic.
La ligne est concédée à titre éventuel à la Compagnie des chemins de fer du Nord par une convention passée entre le ministre des Travaux publics et la Compagnie le 3 juin 1901. Cette convention est approuvée par une loi le 20 juillet 1901.
En dépit d'une loi déclarant d'utilité publique la ligne le 16 mars 1906, les travaux démarrent tardivement en 1913, en raison du délai nécessaire à l'acquisition des terrains. Le chantier démarre par les travaux de terrassement et la réalisation de plusieurs ouvrages d'art. La fin du chantier est prévue pour 1916, mais ils sont rapidement interrompus par le déclenchement de la Première Guerre mondiale.
La reprise des travaux au lendemain de la guerre semble évidente pour les élus locaux. Mais la Compagnie du Nord a d'autres priorités, en particulier la reconstruction de plusieurs tronçons de son réseau durement touchés durant le conflit. Après de nombreuses sollicitations, le ministre des Travaux publics apporte une réponse le 18 décembre 1920 : « La Compagnie du Nord ne peut songer à engager une dépense aussi considérable (160 millions) et à distraire pour la construction d’une ligne dont l’urgence ne se fait pas absolument sentir, des moyens d’action si nécessaires sur d’autres points du réseau. »
Au cours de l'été 1922, une manifestation est organisée durant laquelle la ligne est symboliquement inaugurée à Aulnay-sous-Bois, Ermenonville et Senlis. L'écrivain Gérard de Nerval, natif du pays, est même évoqué et de nombreux articles sont publiés à cette occasion. Mais aucune réponse n'est apportée par les pouvoirs publics. Au contraire, le ministre de tutelle décide de geler le projet « à titre provisoire » le 3 août 1928.
Le conseil général de Seine-et-Oise réclame de nouveau la reprise des travaux de la ligne en avril 1929. Le ministre lui répond que « les services qu’elle est appelée à rendre paraissent hors de proportions avec la dépense de 200 millions qu’il faudrait engager ». 
Malgré l'insistance des élus, la ligne est officiellement déclassée le 31 janvier 1942.

## Vestiges
Plusieurs ponts édifiés en 1913 sont demeurés en l'état depuis l'abandon des travaux. C'est le cas au sud de la ligne à Villepinte et Tremblay-en-France en Seine-Saint-Denis. Plus au nord, on peut observer plusieurs ponts en forêt de Pontarmé, et entre Saintines et Verberie. Il existe également le début d'un viaduc de 417 m dans un bois entre Néry et Béthisy-Saint-Pierre.
Dans le film Pierrot le fou de Jean-Luc Godard, sorti en 1965, la scène où Ferdinand et Marianne incendient une voiture (la Peugeot 404 rouge) se déroule au pied d'un ancien pont de la ligne situé à Tremblay-en-France.
La plateforme de la ligne à Aulnay-sous-Bois, au départ de la ligne Paris - Hirson, a été réemployée sur quelques centaines de mètres pour établir la ligne de Roissy, ouverte en mai 1976 et destinée à desservir l'aéroport de Paris-Charles-de-Gaulle.